# Turbanella petiti
Turbanella petiti is een buikharige uit de familie Turbanellidae. Het dier komt uit het geslacht Turbanella. Turbanella petiti werd in 1952 voor het eerst wetenschappelijk beschreven door Remane. 